# Power ritme
Power ritme is een hoog liggend ritme dat zijn oorsprong vindt in de Speedmetal. Tegenwoordig wordt het ritme voornamelijk gebruikt door bands uit de metal genres: Powermetal en Gothic metal.